# Encyclia huebneri
Encyclia huebneri är en orkidéart som beskrevs av Rudolf Schlechter. Encyclia huebneri ingår i släktet Encyclia och familjen orkidéer. Inga underarter finns listade i Catalogue of Life.